# Міністерство регіонального розвитку Ізраїлю
Міністерство регіонального розвитку Ізраїлю (івр. המשרד לשיתוף פעולה אזורי‏) — урядова установа держави Ізраїль, створена 1999 року.
Міністерство було створено спеціально для Шимона Переса на підтвердження його нагород у справі встановлення миру на Близькому Сході. Незважаючи на це, завдання міністерства були розпливчаті та іноді перетиналися з роботою міністерства закордонних справ та міністерства інфраструктури Ізраїлю. Основною метою міністерства було заявлено розвиток економічних зв'язків із сусідами Ізраїлю – Палестинською автономією, Йорданією, Єгиптом, Туреччиною та іншими. Діяльність міністерства було припинено Аріелем Шароном у 2003 році та відновлено Біньяміном Нетаньяху у 2009 році.
Після виборів 2015 року відомство отримало нову назву — міністерство у справах регіонального співробітництва та розвитку громад друзів та черкесів.